# Enfin seul(s)
Pour les articles homonymes, voir Enfin seul (homonymie).
Enfin Seuls est un téléfilm franco-belge réalisé par Bruno Herbulot diffusé en France la première fois le 13 mars 2008.

## Synopsis
Solange, décédée un an plus tôt. A l'occasion de l'anniversaire de sa mort, la famille décide de se réunir dans la maison du père.
Mais, il y a juste deux soucis : le père, Antoine, a totalement oublié ce rendez-vous et il manque d'être surpris au lit avec sa jeune maîtresse, Maria. Enfin, tout ce petit monde qui ne devait être que de passage va prolonger son séjour au grand dam d'Antoine qui n'ose pas avouer sa liaison à ses trois enfants : Alice, Maxime, Julie.
Et puis, il y a cette mystérieuse femme en vert, venue secrètement se recueillir sur la tombe de Solange et qui va faire l'objet d'une enquête serrée de la part des deux jumeaux de Maxime, Paul et Virginie...Qui est-elle et que veut-elle ?

## Fiche technique
- Titre : Enfin Seuls
- Réalisation : Bruno Herbulot
- Scénario : Bruno Herbulot

- Pays d'origine : France, Belgique
- Durée : 90 minutes

## Distribution
- Michel Aumont : Antoine
- Nozha Khouadra : Maria
- Jérôme Kircher : Maxime
- Sophie-Charlotte Husson : Hélène
- Grégoire Oestermann : Julien
- Nathalie Villeneuve : Alice
- Éric Elmosnino : David
- Anthony Martin : Paul
- Salomé de Maat : Virginie
- Marie Matheron : Ida
- Florence d'Azémar : Joséphine
- Pascal Gallo : Gendarme Félix
- Christophe Odent : Gendarme Baradon